# Rivoluzione dei Gelsomini

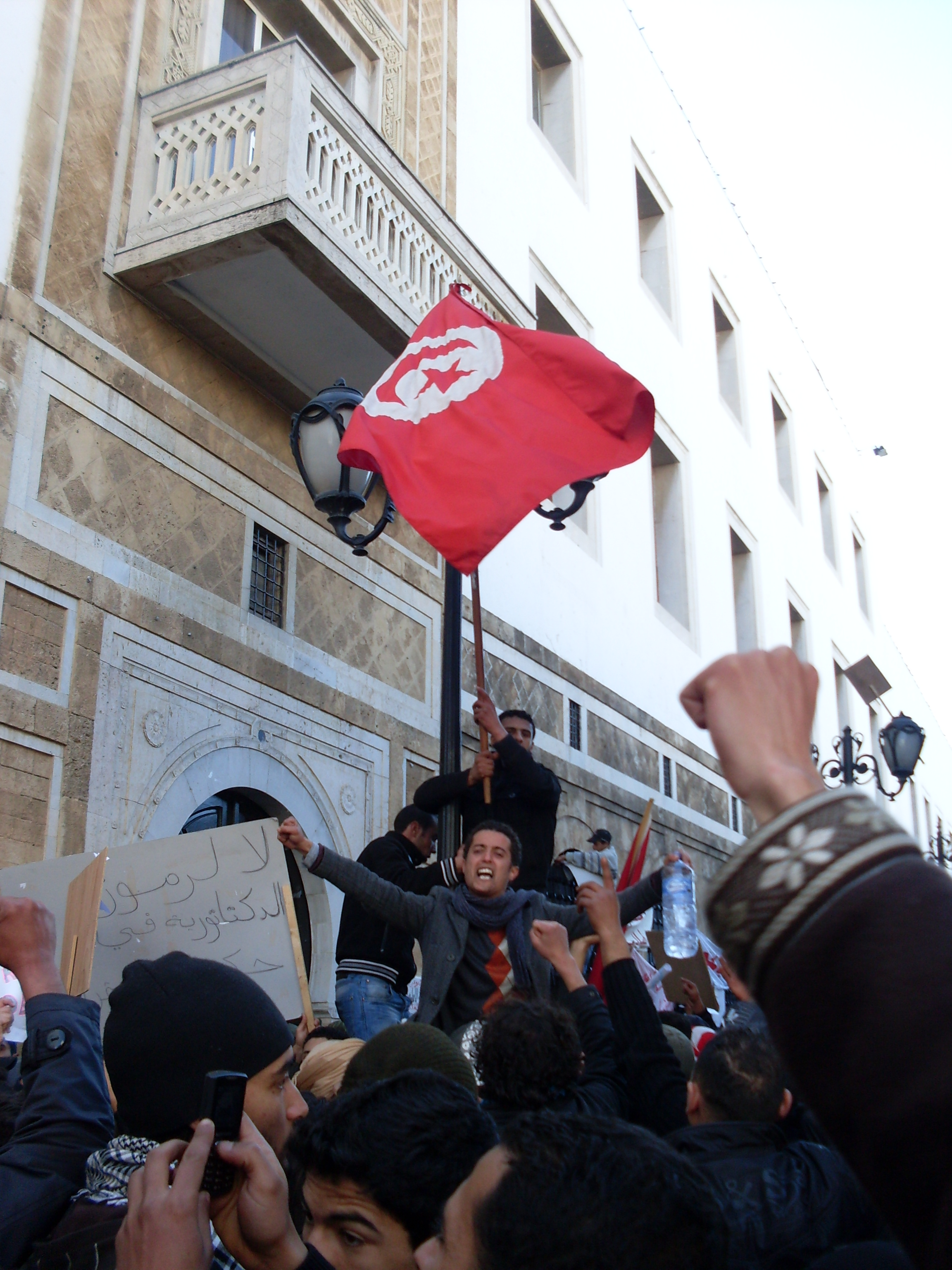
23 gennaio 2011: contestatori antigovernativi sventolano la bandiera della Tunisia.

La Rivoluzione tunisina del 2010-2011, nota altresì nella stampa occidentale come Rivoluzione dei Gelsomini, fu una serie di proteste e sommosse popolari in numerose città della Tunisia avvenute tra il 2010 ed il 2011, nel contesto della primavera araba.
Le motivazioni delle proteste che hanno portato alla caduta del vecchio regime, sono da ricercarsi in disoccupazione, rincari alimentari, corruzione e cattive condizioni di vita. Le proteste, iniziate nel dicembre 2010, costituiscono la più drammatica ondata di disordini sociali e politici in tre decenni e hanno provocato decine di morti e feriti per i tentativi di repressione.

## Moti di Sidi Bouzid e Kasserine
A partire dal 17 dicembre del 2010 e a gennaio del 2011, una serie di manifestazioni di piazza hanno scosso varie città al centro-sud della Tunisia, formalmente motivate in una prima fase dall'impressionante suicidio di Mohamed Bouazizi, un giovane ambulante che si era dato fuoco davanti alla sede del governatorato di Sidi Bouzid per protestare contro il sequestro della propria merce da parte delle autorità. Dopo ripetuti sequestri della merce, gli erano stati ritirati anche il passaporto e la licenza di commerciante che gli permettevano di mantenere moglie e figli. Chiese allora di poter parlare con il governatore; al suo diniego, acquistò della trielina in un negozio nelle vicinanze e intorno alle ore 15.00 si diede fuoco. I manifestanti, specialmente all'inizio, condividevano i motivi di Mohamed: frustrazione per la disoccupazione, corruzione della polizia, indifferenza delle autorità (molto più concentrate ad arricchirsi che a svolgere la loro funzione di utilità pubblica), crescente preoccupazione per il rialzo dei prezzi dei beni di prima necessità (quali pane, farina, zucchero, latte).
Più in profondità traspariva tuttavia la profonda insoddisfazione, specie delle generazioni più giovani, che non avevano partecipato alle esaltanti vicende della lotta d'indipendenza, per il regime decisamente autoritario di Ben Alì, per la mancanza di libertà di parola, per il bavaglio imposto alla stampa e per una società basata sul clientelismo.

## Il fine settimana nero dell'8 e 9 gennaio
In un crescendo di manifestazioni (in cui era stato fatto non sporadico uso anche di bombe Molotov), duramente affrontate dalla polizia con l'uso di armi e proiettili letali, vi furono 25 morti (solo 14 furono annunciati ufficialmente in un primo momento) durante il solo fine settimana dell'8 e 9 gennaio.
L'effetto della violenza usata nella repressione amplifica ulteriormente la protesta che si diffonde ad altre città e si estende a Tunisi.

## Radicalizzazione della protesta
Il 10 gennaio, avvocati, sindacalisti, studenti e disoccupati scendono in piazza a manifestare ormai in quasi ogni città. Spinto dell'aggravarsi della situazione il presidente Ben Ali, alle ore 16, pronuncia un discorso alla televisione nazionale TV7 durante il quale promette 300 000 posti di lavoro e l'elevazione del livello di vita. Tuttavia, non mostra alcuna compassione per le vittime degli scontri, anzi dichiara che le persone negli scontri con le forze dell'ordine sono incolpabili di atti di terrorismo.

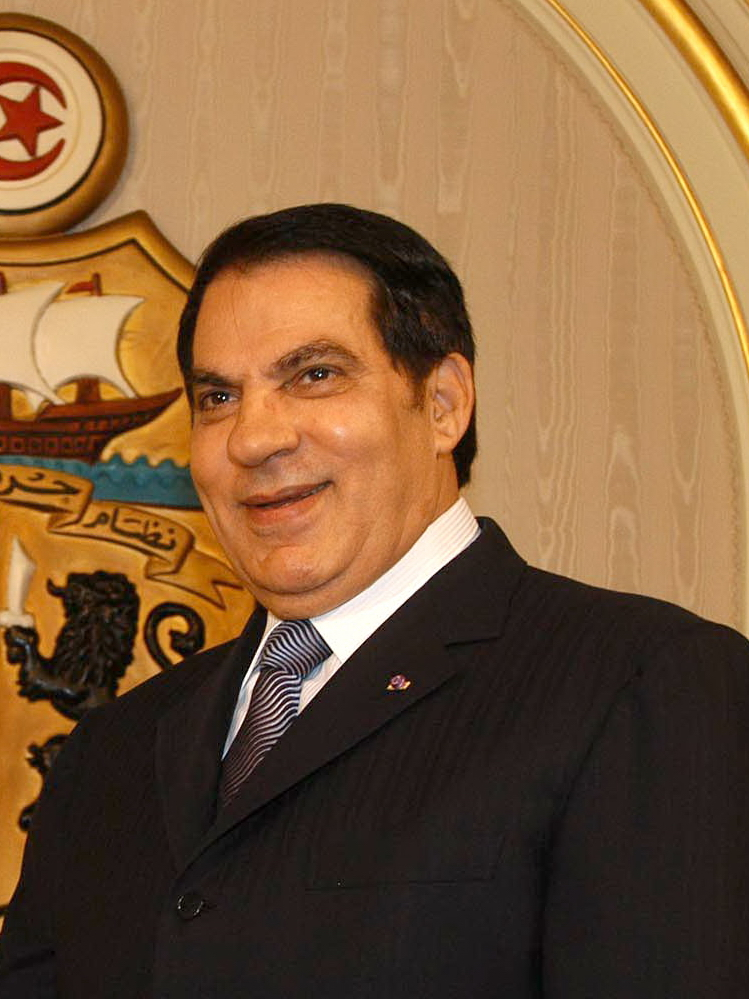
Zine El-Abidine Ben Ali

I sindacati dichiarano sciopero generale e la rivolta continua nonostante la repressione sia sempre più dura.
Moltissimi manifestanti documentano gli avvenimenti inviando immagini e video sulla rete.
Quest'opera di informazione e denuncia istantanea degli abusi sembra avere avuto un ruolo importante nella propagazione dei moti di protesta ed alcuni esponenti di spicco del movimento internauta sono stati arrestati nei primi giorni della rivolta.

## Destituzione del ministro dell'interno
Il 12 gennaio, il primo ministro, Mohamed Gannouchi annuncia la destituzione del ministro dell'interno, Rafiq Belhaj Kacem, e la sua sostituzione con Ahmed Friâa, nel tentativo di riavvicinarsi al popolo designando un colpevole. Ma la piazza non si convince e la capitale Tunisi diventa il teatro principale degli scontri e delle proteste mentre la repressione continua con l'uso di proiettili.
Viene chiesto l'intervento delle forze armate per sedare la rivolta ma il capo di stato maggiore dell'esercito, Rachid Ammar, si rifiuta di sparare sui manifestanti. Viene destituito ma l'esercito resta neutrale e interviene solo a protezione e difesa dei punti sensibili (banche, uffici pubblici ecc.)

## Il discorso di Ben Ali del 13 gennaio
Le proteste e gli scontri continuano ormai in tutto il paese e ci sono ancora vittime.
Per la prima volta in 23 anni di potere Ben Alì pronuncia, il 13 gennaio un discorso in arabo tunisino, nel tentativo estremo di riavvicinarsi al popolo, usando questa volta un tono completamente diverso (fehemtkom - dice - ossia "vi ho capito"); condanna l'uso delle armi nella repressione e promette di arrestare e punire i responsabili; dichiara di avere commesso degli errori perché mal consigliato e mal informato sullo stato reale del paese; promette libertà di stampa e di espressione, libertà della rete e democrazia; comunica inoltre la sua volontà d'indire entro sei mesi elezioni anticipate e il suo intendimento di non presentarsi alle elezioni presidenziali del 2014. Tuttavia, nonostante le promesse, ci sarà ancora spargimento di sangue la sera stessa ad opera delle squadre antisommossa; il giorno dopo ancora un morto e vari feriti a Thala e un morto a Tunisi.

## Stato d'emergenza e fuga di Ben Ali

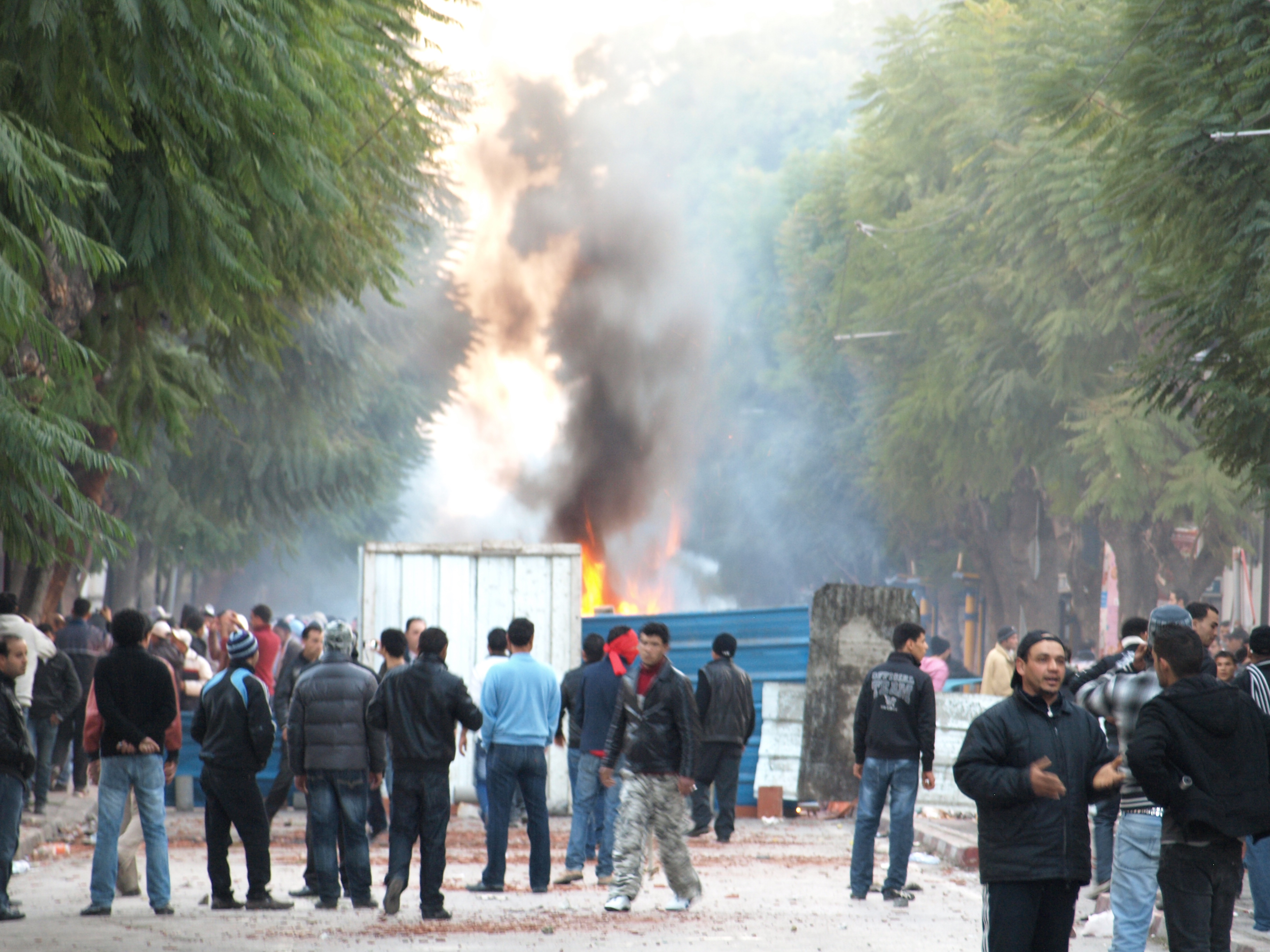
Barricate a Tunisi il 14 gennaio

Il 14 gennaio, dalle 9.00, la gente comincia a radunarsi in piazza Mohamed Alì; sono cittadini di ogni estrazione sociale e culturale e avanzano a migliaia verso il palazzo del ministero dell'interno che viene considerato il simbolo della repressione poliziesca. Sono sessantamila i manifestanti, sull'avenue Habib Bourguiba (la principale strada al centro di Tunisi) a gridare slogan contro un presidente che ritengono non credibile: "Ben Ali vattene", "Ben Ali assassino", "Game Over".
Alle ore 18.30 il Primo ministro Mohamed Ghannouchi, dopo aver decretato lo stato di emergenza, andò in onda sulla televisione di Stato, rivelando che il Presidente Ben Ali non aveva più alcun potere effettivo e assumendo la guida del paese con un direttorio formato da 6 persone. Dopo 18 ore il Consiglio costituzionale, dichiarando decaduto Ben Ali, affidava la presidenza a Fouad Mebazaâ, Presidente della Camera, quale Presidente supplente, secondo le previsioni della Costituzione tunisina.

Nel pomeriggio dello stesso giorno, Ben Ali ha abbandonato il paese, arrivando in Arabia Saudita, dopo essersi visto opporre un rifiuto di protezione da Malta e Francia, e l'avvertenza da parte dell'Italia che non gli sarebbe stato permesso di atterrare.

### La politica della terra bruciata
Immediatamente prima della sua partenza, Ben Ali ha ordinato al capo della sicurezza presidenziale, generale Ali Sériati, di attuare la cosiddetta politica della terra bruciata; già la sera del 14 gennaio sono cominciati i primi attacchi armati. Le milizie di Ben Ali, molto ben armate, hanno cominciato la guerriglia contro l'esercito e le proprietà, private e pubbliche nel tentativo di seminare panico e terrore nella popolazione e quindi preparare il terreno per un colpo controrivoluzionario che consentisse il ritorno del dittatore. Gli scontri proseguono a Cartagine intorno al palazzo presidenziale fra l'esercito e le milizie che facevano capo al suo ex consigliere per la sicurezza. Alla fine della rivolta si conteranno 78 morti e 94 feriti.

### L'Esercito e l'ordine pubblico

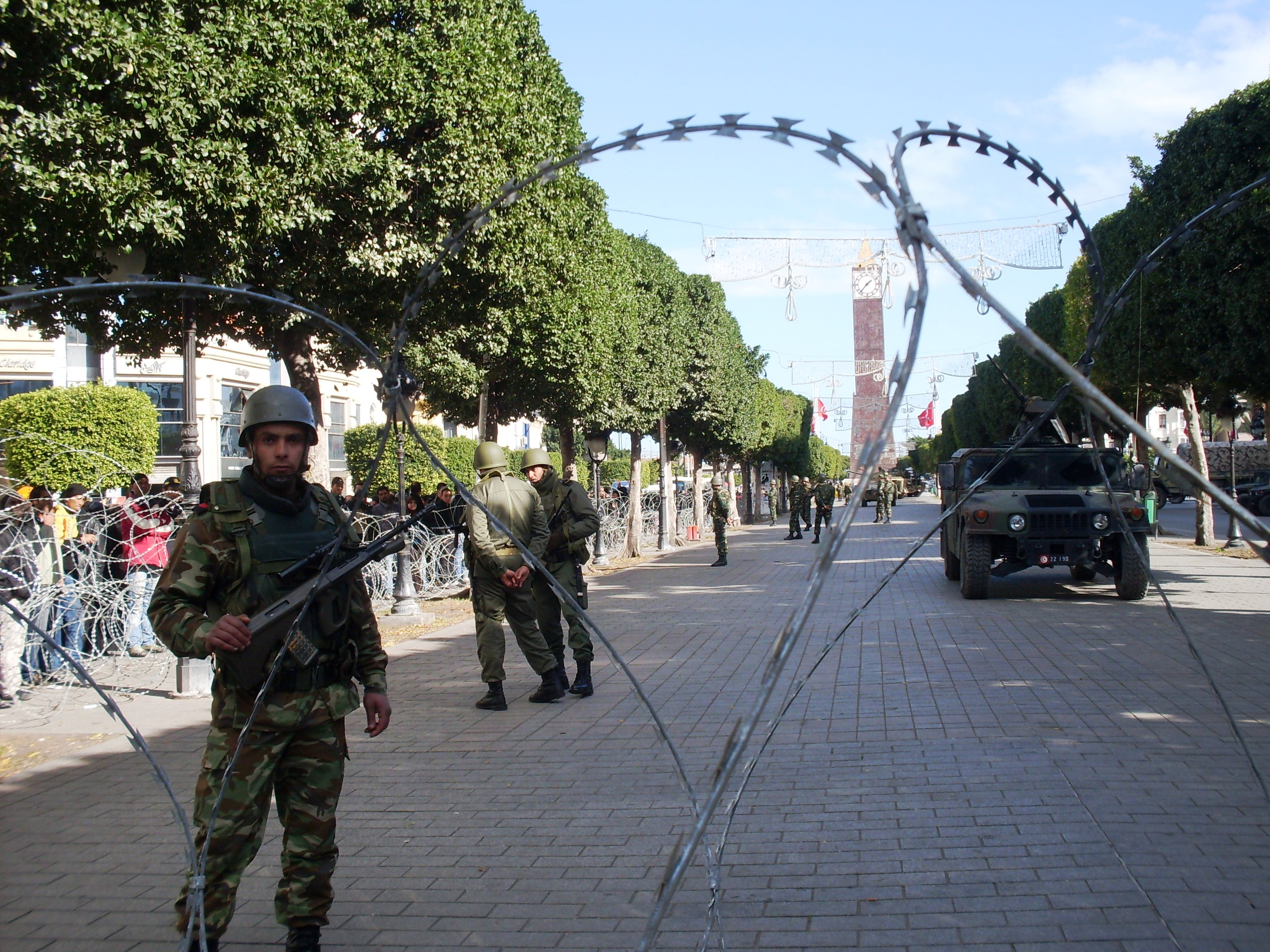
L’esercito tunisino presidia l’avenue Bourguiba il 22 gennaio 2011

Neutrale in una prima fase, l'esercito ha comunque avuto un ruolo decisivo nella caduta del regime. Il generale Rachid Anmar capo di stato maggiore delle forze armate terrestri rifiutandosi di far sparare sui manifestanti, avrebbe consigliato a Ben Ali di dimettersi. Nonostante la destituzione di Rachid Anmar dal suo incarico, le truppe hanno continuato a fraternizzare con i manifestanti mentre gli scontri con la polizia, fedele al governo, restavano duri. Venerdì 14 gennaio, mentre i manifestanti si ammassavano sull'Avenue Bourguiba, una delegazione di ufficiali avrebbe raggiunto Ben Ali per comunicargli il rifiuto dell'arma di essere lo strumento della repressione. Nel frattempo anche la diplomazia statunitense avrebbe fatto sapere a Ben Ali che doveva lasciare il potere. Successivamente, dopo la dichiarazione di stato d'emergenza, l'esercito ha assunto il ruolo attivo di garante dell'ordine pubblico non solo proteggendo i punti sensibili ma intraprendendo una vera caccia alle milizie presidenziali.

### I comitati di difesa civica
Sull'onda caotica della rivolta molti supermercati e centri commerciali (inizialmente solo quelli di proprietà della famiglia presidenziale) sono stati presi d'assalto, saccheggiati ed incendiati da bande di disperati e delinquenti comuni. Alcuni commercianti hanno svuotato i negozi per limitare i danni mentre altri hanno addirittura saldato le serrande metalliche.
La popolazione tunisina, dopo lo smarrimento di fronte ai saccheggi e agli incendi, ha reagito organizzando dei comitati di autodifesa ed auto-protezione, i quali hanno rappresentato un contributo prezioso all'Esercito nella difesa dai saccheggi e dagli atti vandalici.
Ovunque gli abitanti hanno creato sbarramenti improvvisati per poter controllare le vie di accesso ai singoli quartieri ed hanno montato la guardia tutte le notti, nonostante il coprifuoco, in costante contatto con i militari. I militari hanno saputo utilizzare e coordinare queste squadre di volontari mentre questi ultimi hanno cercato di facilitare il compito dei militari segnando tempestivamente le situazioni di pericolo.
In molti casi hanno impedito attacchi alle proprietà private ed alle persone e consegnato ai militari sia miliziani sia balordi che cercavano di approfittare della situazione per derubare.

## Governo di transizione

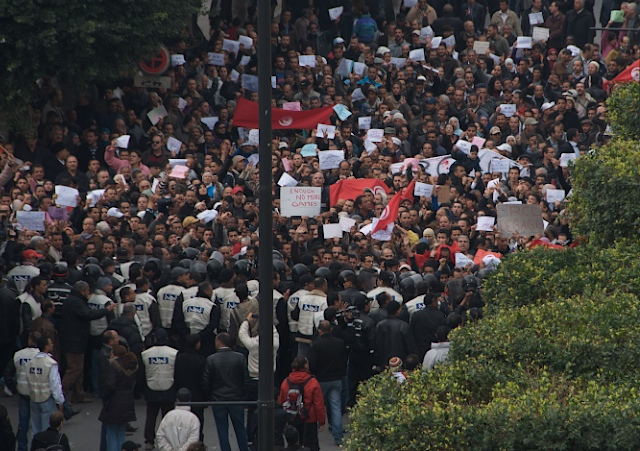
Proteste nel centro di Tunisi il 20 gennaio

In attesa di elezioni generali (inizialmente previste entro due mesi e poi rinviate per l'estate), viene varato un governo di unità nazionale presieduto da Mohamed Ghannouchi del quale vengono chiamati a far parte anche esponenti dell'opposizione parlamentare ed extraparlamentare. Il giovanissimo blogger Slim Amamou, uno dei principali volti della protesta, viene nominato sottosegretario alla gioventù e allo sport. Il 15 febbraio il nuovo governo rimuove il coprifuoco; lo stato d'emergenza, però, viene mantenuto.
Le proteste, però, non cessano. Il nuovo obiettivo delle proteste è Ghannouchi, visto da molti come troppo legato al passato regime. Il 27 febbraio 2011, dopo che un corteo è degenerato in scontri con la polizia che hanno provocato la morte di 5 persone, Ghannouchi annuncia le sue dimissioni. Al suo posto è stato nominato premier Beji Caid Essebsi, ministro degli Esteri durante la presidenza di Habib Bourguiba il cui governo, il 7 marzo, abolisce la polizia segreta.

## Elezione dell'Assemblea Costituente e nuovo governo di coalizione
Il 3 marzo viene fissata, come data per le elezioni per la nuova Assemblea Costituente, il 24 luglio.
La data viene quindi spostata al 23 ottobre. Queste elezioni vedono la netta affermazione dei partiti che si erano opposti a Ben Ali, in particolare di Ennahda, partito islamico moderato, che ottiene il 37% dei voti e 89 seggi, e del Congresso per la Repubblica, partito laico riformista, che ottiene l'8,7% dei voti e 29 seggi.
In seguito (dicembre 2011) l'Assemblea costituente elegge Presidente della Repubblica Moncef Marzouki, vecchio oppositore di Ben Ali e leader del Congresso per la Repubblica, che nomina primo ministro Hamadi Jebali, anch'egli un vecchio oppositore di Ben Ali, segretario di Ennahda. Il nuovo governo è costituito da una coalizione tripartita che comprende Ennahda, il Congresso per la Repubblica e il Forum Democratico per il Lavoro e le Libertà.

## Filmografia
- Plus jamais peur, di Mourad Ben Cheikh (2011)
- Chroniques de la Revolution, di Habib Mestiri et al. (2011)
- Laïcité, Inch'Allah!, di Nadia El Fani (2011)